# Yang Hee-kyung
Đây là một tên người Triều Tiên, họ là Yang.
Yang Hee-kyung (sinh ngày 3 tháng 12 năm 1954) là một diễn viên Hàn Quốc.

## Danh sách phim

### Phim truyền hình
| Năm  | Tựa phim                          | Vai trò                           | Kênh      |
| ---- | --------------------------------- | --------------------------------- | --------- |
| 1985 | Tiger Teacher                     |                                   | MBC       |
| 1990 | Bizarre Family, Bizarre School    |                                   | MBC       |
| 1991 | What Is Love                      | Hee-kyung                         | MBC       |
| 1992 | Promise                           |                                   | MBC       |
| 1993 | Unstoppable Love                  |                                   | KBS2      |
| 1993 | Mountain Wind                     |                                   | MBC       |
| 1994 | Daughters of a Rich Family        | Kwon Ok-ja                        | KBS2      |
| 1994 | Partner                           |                                   | MBC       |
| 1995 | Men of the Bath House             | Kim Bok-hee                       | KBS2      |
| 1997 | Women                             |                                   | SBS       |
| 1998 | Lie                               | Seon-joo                          | KBS2      |
| 1998 | Run Barefoot                      |                                   | MBC       |
| 1999 | Did We Really Love?               | Jung In-sook                      | MBC       |
| 1999 | The Last War                      |                                   | MBC       |
| 1999 | I'm Still Loving You              |                                   | MBC       |
| 1999 | You Don't Know My Mind            | Yang Bong-soon                    | MBC       |
| 2000 | School 3                          | Yang Hee-jung                     | KBS1      |
| 2000 | The Aspen Tree                    |                                   | SBS       |
| 2001 | Like Father, Unlike Son           | Yoo Myung-ja                      | KBS2      |
| 2001 | More Than Words Can Say           | Park Soon-ja                      | KBS1      |
| 2002 | Since We Met                      | Hong Ae-kyung                     | MBC       |
| 2002 | Girl's School                     | Hong Seok-rae                     | KBS2      |
| 2003 | Over the Green Fields             | Na Jung-ran                       | KBS2      |
| 2003 | Love Letter                       | Maria                             | MBC       |
| 2003 | Sang Doo! Let's Go to School      | Quý bà cô đơn                     | KBS2      |
| 2003 | Long Live Love                    | Kim Pyeong-hee                    | SBS       |
| 2004 | The Autumn of Major General Hong  | Hong Geum-sil                     | SBS       |
| 2005 | Take My Hand                      | Teacher Yang                      | KBS1      |
| 2005 | Be Strong, Geum-soon!             | Ahn Soon-ji                       | MBC       |
| 2005 | Super Rookie                      | Madam Yang                        | MBC       |
| 2006 | My Beloved Sister                 | Cô của Kim Geon-woo               | MBC       |
| 2006 | Here Comes Ajumma                 | Shin Su-ja                        | KBS2      |
| 2007 | Dal-ja's Spring                   | Đội trưởng Kang                   | KBS2      |
| 2007 | Behind the White Tower            | Hong Sung-hee                     | MBC       |
| 2008 | One Mom and Three Dads            | Hwang Soon-ja                     | KBS2      |
| 2008 | Chunja's Happy Events             | Park Sam-sook                     | MBC       |
| 2008 | My Life's Golden Age              | Yoo Kyung-ja                      | MBC       |
| 2008 | Star's Lover                      | Lee Seung-yeon                    | SBS       |
| 2009 | The Road Home                     | Sook-ja                           | KBS2      |
| 2009 | Two Wives                         |                                   | SBS       |
| 2009 | Tamra, the Island                 | Vợ của ông Eom                    | MBC       |
| 2009 | Creating Destiny                  | Park Geum-ja                      | MBC       |
| 2010 | Obstetrics and Gynecology Doctors | Mẹ của Seo Hye-young              | SBS       |
| 2010 | Prosecutor Princess               | Park Ae-ja                        | SBS       |
| 2010 | The President                     | Choi Jung-im                      | KBS2      |
| 2011 | War of the Roses                  | So Young-ja                       | SBS       |
| 2011 | My Bittersweet Life               | Heo In-ae                         | KBS1      |
| 2011 | Birdie Buddy                      | Uhm Jung-ran                      | tvN       |
| 2011 | Drama Special "Terminal"          | Shin-ja                           | KBS2      |
| 2011 | What's Up?                        | Mẹ của Oh Doo-ri                  | MBN       |
| 2012 | Daddy's Sorry                     | Soon-joo                          | TV Chosun |
| 2012 | My Husband Got a Family           | Uhm Soon-ae                       | KBS2      |
| 2012 | Ms Panda and Mr Hedgehog          | Kim Kap-soon                      | Channel A |
| 2012 | The Birth of a Family             | Oh Young-ja                       | SBS       |
| 2013 | Childless Comfort                 | Cô của Lee Young-hyun (khách mời) | jTBC      |
| 2013 | Secret Love                       | Park Kye-ok                       | KBS2      |
| 2013 | Thrice Married Woman              | Yoo Min-sook                      | SBS       |
| 2014 | Cunning Single Lady               | Ajumma tại nhà hàng (khách mời)   | MBC       |
| 2014 | A Witch's Love                    | Choi Jung-sook                    | tvN       |
| 2014 | What's With This Family           | Cha Soon-geum                     | KBS2      |
| 2015 | My Heart Twinkle Twinkle          | Bà chủ Gong                       | SBS       |
| 2015 | Who Are You: School 2015          | Park Min-kyung                    | KBS2      |
| 2015 | High Society                      | Lee Min-sook                      | SBS       |
| 2015 | The Great Wives                   | Kim Bong-soon                     | MBC       |
| 2018 | Goodbye to Goodbye                | Kim Ok-ja                         | MBC       |

### Phim
| Năm  | Tựa phim                    | Vai trò                                |
| ---- | --------------------------- | -------------------------------------- |
| 1987 | Just Once                   |                                        |
| 1993 | That Woman, That Man        | Mal-ja                                 |
| 1994 | Out to the World            | Nhân viên trạm xăng                    |
| 1995 | The Hair Dresser            | Yang Hye-kyung                         |
| 1995 | Man?                        | Người mẹ chơi xì tố                    |
| 1996 | The River Flows to Tomorrow | Mẹ của Jong-ki                         |
| 1996 | Corset                      | Hae-joo                                |
| 2000 | Peppermint Candy            | Radio DJ (lồng tiếng)                  |
| 2007 | Scout                       | Mẹ của Dong-yeol                       |
| 2008 | Sweet Lie                   | Mẹ của Park Dong-sik                   |
| 2011 | Sunny                       | Mẹ của Kim Jang-mi (khách mời)         |
| 2013 | Boomerang Family            | Người phụ nữ của Jung-hyun (khách mời) |

## Nhạc kịch
| Năm  | Tựa đề                   | Vai trò                 |
| ---- | ------------------------ | ----------------------- |
| 1985 | The Chronicles of Han    |                         |
| 1995 | An Old Prostitute's Song |                         |
| 2001 | Nunsense                 | Sister Mary Hubert      |
| 2005 | An Old Prostitute's Song |                         |
| 2008 | Minja's Golden Age       | Park Min-ja/Heo Chun-ha |
| 2010 | Pimatgol Sonata          | Haeng-mae               |
| 2010 | Nunsensations            | Mẹ siêu nhân            |
| 2011 | How Far Have You Come?   | Em gái của Yang Hee-eun |
| 2011 | Pimatgol Sonata          | Haeng-mae               |
| 2013 | Sooni's Uncle            |                         |
| 2013 | The Sound of Music       | Mẹ trưởng dòng tu       |

## Danh sách đĩa nhạc
| Thông tin album                                                                             | Danh sách bài hát |
| ------------------------------------------------------------------------------------------- | --- |
| 웃음진 그 날이 올때까지 - Album - Phát hành: 1 tháng 6 năm 1991 - Nhãn hiệu: Samhwa Records | Danh sách bài hát 1. 해지는 소리 2. 외사랑 3. 들녘 4. 새벽꿈 5. 어떤 가을 6. 화장을 한뒤부터 7. 그늘진 사랑 8. 오늘만 넘기면 9. 그랬으면 좋겠네 10. 거룩한 밤 |

## Giải thưởng và đề cử
| Năm  | Giải thưởng                 | Thể loại                                    | Đề cử                    | Kết quả   |
| ---- | --------------------------- | ------------------------------------------- | ------------------------ | --------- |
| 1995 | 19th Seoul Theater Festival | Nữ diễn viên xuất sắc                       | An Old Prostitute's Song | Đoạt giải |
| 2000 | KBS Drama Awards            | Vai nữ phụ xuất sắc                         | School 3                 | Đoạt giải |
| 2014 | KBS Drama Awards            | Giải xuất sắc, nữ diễn viên trong Drama dài | What's With This Family  | Đề cử     |

## Liên kết
- Yang Hee-kyung trên HanCinema
- Yang Hee-kyung tại Korean Movie Database
- Yang Hee-kyung trên IMDb